# Exochus signatus
Exochus signatus är en stekelart som beskrevs av Heinrich Habermehl 1925.
Exochus signatus ingår i släktet Exochus och familjen brokparasitsteklar. Inga underarter finns listade i Catalogue of Life.